# بوچیا

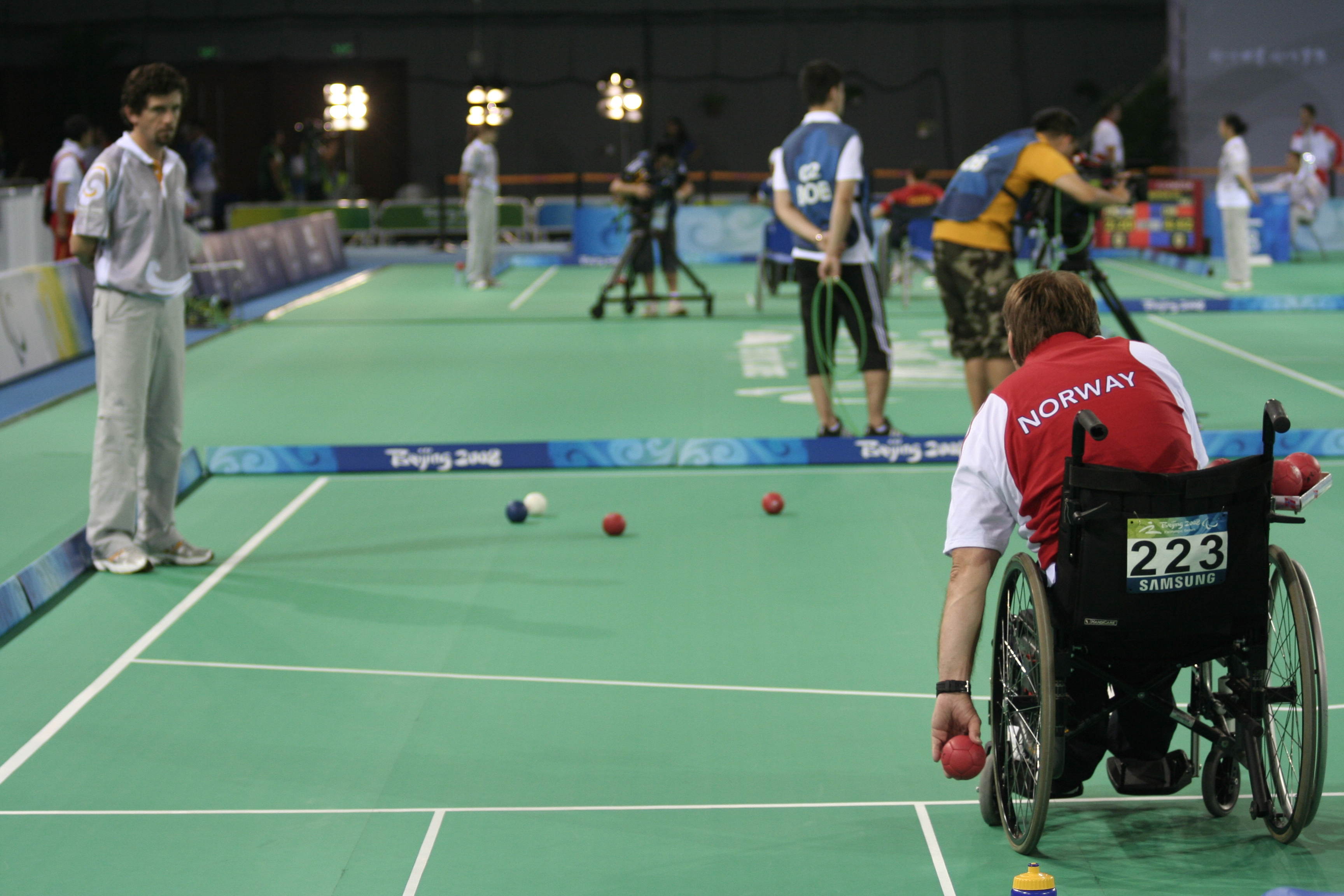
بوچیا

بوچیا (به انگلیسی: boccia) نوعی ورزش ویژه معلولان جسمی حرکتی است. ورزش بوچیا در اصل برای افراد دارای فلج مغزی طراحی شده بود، اما درحال‌حاضر توسط ورزشکارانی با معلولیت‌های چندگانه و شدید حرکتی همانند آتروفی عضلانی نخاعی (Spinal Muscular Atrophy (SMA)) نیز مورد استفاده قرار می‌گیرد. این رشتهٔ ورزشی توسط کمیتهٔ بین‌المللی بوچیا (International Boccia Committee (IBC)) و زیر نظر انجمن بین‌المللی تفریحات و ورزش‌های فلج مغزی (Cerebral Palsy International Sports and Recreation Association (CPISRA)) اداره می‌گردد؛ ورزشکاران برحسب توانایی‌های فیزیکی و عملکردیشان در یکی از 4 کلاس ورزشی BC1-BC4 به رقابت می‌پردازند؛ هدف این بازی پرتاب توپ‌های رنگی به نزدیکی توپ سفید (جک‌بال) می‌باشد. شرکت‌کنندگان می‌توانند توپ‌ها را برحسب توانایی‌هایشان با دست یا پا و یا در ناتوانی‌های شدید با سر و با یک وسیلهٔ کمکی (رمپ) پرتاب نمایند؛ و در پایان هر دور، داور بر اساس میزان نزدیکی توپ‌ها به جک‌بال به بازیکنان امتیاز می‌دهد؛ این ورزش نیاز به هماهنگی اندام، پردازش سیستم عصبی مرکزی، کار گروهی، و کنترل هیجانی دارد و کیفیت زندگی بسیاری از اشخاص دارای فلج مغزی از طریق شرکت در این بازی و ارتباط با مردم و دوستان جدید افزایش یافته است؛ بازی بوچیا شامل سیزده توپ می‌باشد که ۶ عدد از آنها آبی، ۶ عدد از آنها قرمز و یک عدد دیگر سفید (جک‌بال) می‌باشد؛ هر دسته ۶ تایی در دست یک تیم قرار دارد و جک‌بال هم در آغاز بازی توسط قرعه به یک تیم داده می‌شود تا آن را در محدودهٔ مشخصی در زمین بازی پرتاب نماید سپس افراد هر تیم توپ‌های قرمز و آبی را به نوبت به سمت جک‌بال پرتاب می‌نمایند و امتیاز بازی نیز براساس شمارش تعداد توپ‌هایی است که از نزدیک‌ترین توپ تیم حریف به جک‌بال نزدیک‌تر باشد (سیاوشی و بلوریان ۱۳۹۴). بوچیا به سه صورت انفرادی، دونفره و تیمی برگزار می‌شود.

## تاریخچه
تقریباً چیزی حدود ۳۰ سال از تعاریف هیئت‌های ورزشی ایرانی و به ویژه بعد از انقلاب کشورمان می‌گذرد که از این ورزش یاد شده علی‌الخصوص مسابقات CP-ISRA با عنوان مسابقات رابین هود که مخصوص ورزشکاران CP بوده و هر سال درکشور انگلیس اجرا شده است؛ و اما در سال ۱۳۸۰ زمزمه راه‌اندازی این بازی در بین مسئولین و کارشناسان ذی‌ربط مطرح گردید که در نتیجه آن با باشگاه کهریزک هماهنگی لازم در خصوص راه‌اندازی آن و در نهایت مسابقات جشنواره میلاد کوثر برای اولین بار به شکل نمادین برگزار گردید. این مسابقه در آکادمی ملی المپیک انقلاب و با تعداد ۲۰ ورزشکار برگزار شد.
ابولقاسم ظهریبان حصاری (اهل ایران) جزو کسانی بود که توانست در این رشته ورزشی مقام کشوری را کسب کند.
به دنبال آن در بعضی از استانهای کشور هم معرفی و چندین بار دوره‌های آموزش توجیهی و بالاخره یک دوره بین‌المللی تحت نظر کمیته پارالمپیک و با همت فدراسیون ورزش‌های جانبازان و معلولین کشور در سال ۱۳۸۳ برگزار و آموزش‌های مربی‌گری، داوری و کلاس بندی پزشکی ارائه گردید؛دومین دوره مسابقات کشوری در سال ۱۳۸۴ با حضور استانهای تهران و خراسان و سرانجام سومین دوره مسابقات بوچیا که جامعیت و گستردگی بیشتری داشت در شهرستان شهریار و با حضور ۶ استان و با شرکت ۵۴ نفر ورزشکار آقا و ۲۶ نفر ورزشکار خانم برگزار گردید. این مسابقات اولین رویداد آسیایی جهت اعزام به مالزی و اولین رویداد بین‌المللی ورزش بوچیا بود که طی آن گرچه نتوانستند مقامی کسب کنند اما تجربیات موفقی را به دست آوردند، از جمله اینکه این ورزش نیاز به درک شرایط خاص خود و حمایت‌های بیشتر از طرف مسئولین و عزیزان ذی‌ربط دارد.

## روح بازی
مفاهیم اخلاقی و روح بازی بوچیا همانند بازی تنیس می‌باشد از حضور تماشاگران در این مسابقات استقبال می‌شود که به سه شیوهٔ انفرادی، دونفره و تیمی و توسط بازیکنان دارای کلاس CP1 و CP2 و یا بازیکنانی که با کمک رمپ و طبق کلاس‌بندی CP-ISRA طبقه‌بندی انجام می‌گردد.

## شیوه بازی
شیوه کلی بازی به این صورت است که یکی از گروه‌ها توپ سفید را به نقطه دلخواه و با شرایط مساعد خود پرتاب و سپس توپ رنگی خود را هر چه نزدیک تر به سمت توپ سفید (جک) پرتاب می‌کند و وقتی نوبت بازیکن مقابل رسید او نیز باید سعی کند که توپ رنگی خود را خیلی نزدیک تر از توپ‌های بازیکن مقابل پرتاب کند و در غیر این صورت توپ‌های بیشتری را از دست خواهد داد و در نهایت امتیاز کمتری کسب می‌کند.

## توپها
در این بازی، سیزده توپ وجود دارد: شش توپ قرمز، شش توپ آبی و یک توپ سفید به عنوان نشانه. وزن هر توپ ۲۷۵ گرم و محیط آن ۲۷۰ میلیمتر است.

## فضا و شیوه کلی بازی

زمین بازی بوچیا، خطوط بازی و ابعاد هر بخش از آن

ابعاد زمین بازی در اندازه‌های۶×۱۲/۵ متر می‌باشد و تعداد توپ‌های مورد نیاز بازی، دو سری ۶تایی آبی و قرمز و یک توپ سفید با عنوان جک یا نشانه که مجموعاً روی هم ۱۳ عدد توپ می‌شوند. وزن هر توپ حدوداً ۲۷۵ گرم و محیط آن ۲۷۰ میلی‌متر است..
در ابتدا داور با پرتاب سکه جهت انتخاب توپ جک و قرمز توسط یکی از دو گروه شرکت کننده، بازی را آغاز می‌کند. شیوه کلی بازی به این صورت است که یکی از گروه‌ها توپ سفید را به نقطهٔ دلخواه و با شرایط مساعد خود پرتاب می‌کند و سپس توپ رنگی خود را هر چه نزدیکتر به سمت توپ سفید (جک) پرتاب می‌کند و وقتی نوبت بازیکن مقابل رسید او نیز باید سعی کند که توپ رنگی خود را خیلی نزدیکتر از توپ‌های بازیکن مقابل پرتاب کند و در غیر این صورت توپ‌های بیشتری را از دست خواهد داد و در نهایت امتیاز کمتری کسب می‌کند…

## چهارچوب بازی
برای اجرای این بازی به سه شیوه می‌توان عمل نمود.
- انفرادی: که شامل چهار دور بازی می‌شود و از هر تیم فقط یک نفر شرکت می‌کند و به هر نفر یا هر بازیکن ۶ توپ داده می‌شود.
- دو نفره: یک بازی دونفره شامل چهار دور بازی می‌شود و از هر تیم دو نفر شرکت می‌کند و به هر نفر بازیکن ۳ توپ داده می‌شود.
- تیمی: یک بازی تیمی شامل شش دور بازی می‌شود؛ و از هر تیم سه نفر شرکت می‌کند و به هر بازیکن ۲ توپ داده می‌شود.

## امتیاز دهی
امتیاز دهی توسط داور، بعد از پرتاب تمامی توپ‌ها (شامل تمامی توپ‌های پنالتی در صورت لزوم) انجام خواهد شد.
طرفی که دارای نزدیکترین توپ به توپ هدف باشد، برای هر توپ نزدیکتر به توپ هدف نسبت به نزدیکترین توپ حریف خود به توپ هدف یک امتیاز دریافت خواهد کرد.

## برخی از مقررات بازی بوچیا

### پنالتی‌ها (جریمه‌ها)
در صورت انجام یک تخلف، سه نوع پنالتی (جریمه) وجود دارد.
- پنالتی: عبارت است از اعطای دو توپ اضافی به طرف مقابل
- بازپس گیری توپ: برداشتن توپ خطا از داخل زمین توسط داور و گذاردن آن در داخل ظرف مخصوص توپ‌های مرده

اخطار: هنگامیکه به یک بازیکن اخطار داده می‌شود داور این اخطار را در برگه امتیازات یادداشت می‌نماید و اگر برای بار دوم اخطار داده شود، بازیکن از دور مسابقات حذف می‌شود.

### محدودیت‌های زمانی
- حداقل ۵ دقیقه و حداکثر ۸ دقیقه برای هر دور بازی برای کلاس‌های BC1 الی BC4 و انفرادی الی تیمی اعمال می‌گردد.
- برای آشنایی بیشتر این بازی به تصویر زمین بازی و تصاویر پیوست مراجعه نمائید.

## تأثیر ورزش بوچیا درسلامت روان و جسم
- پیشگیری از مبتلاشدن به برخی بیماری‌ها مثل بیماری‌های مربوط به دستگاه کلیوی، زخم بستر، تغیر شکل یا خشکی و لاغری عضلات، استخوان‌ها و مفصل‌ها.
- تقویت روحیه و اثر روانی مطلوب در فرد معلول و خانوادهٔ او
- تقویت مهارت‌های حرکتی
- کاهش اختلالات عاطفی و افزایش رشد عاطفی
- تقویت و هماهنگی بیشتر بین حواس
- شناخت بیشتر توانمندی‌های خود و تلاش در جهت افزایش نکات مثبت و اصلاح نکات منفی ورزشکار
- تقویت حس مسئولیت‌پذیری
- افزایش مشارکت اجتماعی
- افزایش انضباط اجتماعی
- تقویت حس عدالت جویی (به ویژه در بازیهای گروهی)
- تقویت هوش دیداری فضایی، بدنی جنبشی، درون فردی، میان فردی
- افزایش خلاقیت
- بالابردن میزان تمرکز فکری و تعادل روانی و در نهایت میزان سلامت روحی و روانی را برای آنان و خانواده و جامعه

## تسهیلات و تجهیزات مورد نیاز برای راه‌اندازی

### رشتهٔ ورزشی بوچیا

#### نیروی انسانی

##### الف: مربی (یک نفر)(برای یک زمین ورزشی)
- در صورت عدم آگاهی مربیان از ورزش بوچیا، حداقل به ۲۰ساعت آموزش توجیهی مربی‌گری و داوری نیاز می‌باشد.

##### ب: همیار (یک نفر)
- جهت جابجایی و سرویس دهی به ورزشکار و کمک‌های ورزشی

#### فضا و مکان مناسب
فضای مورد نیاز برای ورزش بوچیا زمینی به ابعاد ۸۱۴/۵متر می‌باشد که ۶۱۲/۵متر آن مختص بازی و بقیه آن برای حاشیه و جایگاه داوران و تماشاچیان می‌باشد. ضمناً این فضا بصورت مسقف با کف صاف و پاکیزه و به دور از هرگونه آلودگی صوتی بایستی باشد که بتوان بازی را در آن اجرا کرد.

#### وسایل و تجهیزات جهت انجام بازی (بوچیا) برای یک زمین
۱–۳) یک سری توپ بوچیا برای هر زمین (مجموعاً ۱۳ عدد توپ)
۲–۳) یک عدد راکت تنیس برای هر زمین (با طرفین آبی و قرمز)
۳–۳) سبد توری به رنگ‌های قرمز و آبی هر کدام یک عدد
۴–۳) ۲ عدد کرنومتر برای هر زمین (برای مسابقات)
۵–۳) نوار چسب رنگی (نارنجی یا صورتی ویا زرد) مرغوب در اندازه‌های ذیل:
نوارهای ۴ سانتی‌متری به اندازه ۲۵متر ---- نوارهای ۵ سانتی‌متری به اندازه ۴۵ متر ---- و یا نوارچسب ۵سانتیمتری به اندازه تقریبی ۷۰متر
۶–۳) رمپ یا سطح‌شیب‌داربرای بازیکنان کلتس BC3 درشکل‌های مختلف؛ که ساده‌ترین و ارزانترین آن، لوله‌ای پولیکا یا ناودان می‌باشد که اندازه و شکل آن در ذیل رسم گردیده است.
اندازهٔ طولی آن حدوداً(۷۰/۱–۲)متر (بستگی به ورزشکار دارد)
اندازه قطر و یا دهانهٔ لوله ۱۰ سانتی‌متر
که برای هر زمین حداقل ۲تا ۴ رمپ یا سطح شیب‌دار کافی می‌باشد.
۷–۳) شماره انداز (جهت مسابقات)
۸–۳) تابلو وایت‌برد (با اندازه قابل دید، حدوداً ۶۰۳۰ سانتی‌متر) و ماژیک (برای مسابقات)
۹–۳) جای توپ جهت محافظت و نگهداری توپ‌ها
۱۰–۳) ساعت دیواری (جهت مسابقات)
۱۱–۳) صندلی و میز داوران به تعداد کافی (جهت مسابقات)
۱۲–۳) متر
۱۳–۳) پرگار
۱۴–۳) تهیه شناسنامه ورزشی برای ورزشکاران
۱۵–۳) تهیه بیمه ورزشی برای هر ورزشکار
- شناخت ورزشکاران این رشته و انجام کلاس‌بندی پزشکی در چهارگروه ذیل

BC4 BC3 BC2 BC 1